# Saint-Laurent-les-Églises
 Saint-Laurent-les-Églises  (en occitano Sent Laurenç l'Egleisas) es una población y comuna francesa, situada en la región de Lemosín, departamento de Alto Vienne, en el distrito de Limoges y cantón de Ambazac.

## Demografía
| 754 | 672 | 648 | 571 | 636 | 683 | 799 |
| Para los censos de 1962 a 1999 la población legal corresponde a la población sin duplicidades (Fuente: INSEE [Consultar]) |     |     |     |     |     |     |